# Ecuación de onda
La ecuación de onda es una importante ecuación diferencial en derivadas parciales lineal de segundo orden que describe la propagación de una variedad de ondas, como las ondas sonoras, las ondas de luz y las ondas en el agua. Es importante en varios campos como la acústica, el electromagnetismo, la mecánica cuántica y la dinámica de fluidos. Históricamente, el problema de una cuerda vibrante como las que están en los instrumentos musicales fue estudiado por Jean le Rond d'Alembert (1746) por primera vez, Leonhard Euler (1748), Daniel Bernoulli (1753) y Joseph-Louis Lagrange (1759). Se hallaron soluciones en diversas formas que ocasionaron discusiones por más de veinticinco años. Las disputas aún se resolvieron en el siglo XIX.

Un pulso que viaja a través de una cuerda con sus extremos fijos es modelado por la ecuación de onda.

## Introducción
La ecuación de onda es el ejemplo prototipo de una ecuación hiperbólica en derivadas parciales. La ecuación de onda escalar hace referencia a la variación de una función escalar u = u (x1, x2, x3; t) dependiente del tiempo t y de una o más variables espaciales x1, x2, x3. La cantidad  u puede ser, por ejemplo, una variación de presión del medio en el que se propaga la onda; también puede ser el desplazamiento, respecto a sus posiciones de equilibrio, de las partículas del gas, líquido o sólido al propagarse la onda.  La función  u satisface:
| {\displaystyle {\partial ^{2}u \over \partial t^{2}}=c^{2}\Delta u=\;c^{2}\left({\frac {\partial ^{2}u}{\partial x_{1}^{2}}}+{\frac {\partial ^{2}u}{\partial x_{2}^{2}}}+{\frac {\partial ^{2}u}{\partial x_{3}^{2}}}\right)} |
Donde {\displaystyle \Delta \equiv \nabla ^{2}} es el laplaciano y donde {\displaystyle c} es una constante que representa la velocidad de propagación de la onda. Para una onda sonora en el aire a 20 °C, esta constante es de cerca de 343 m/s (véase velocidad del sonido). Para una cuerda vibrante, la velocidad puede variar mucho dependiendo de la densidad lineal de la cuerda y su tensión. Para un resorte de espiral (un Slinky) puede ser tan lento como un metro por segundo.
Un modelo más realista de la ecuación diferencial para ondas permite que la velocidad de propagación de la onda varíe con la frecuencia de la onda, a este fenómeno se le conoce como dispersión. En este caso, {\displaystyle c} deberá ser remplazado por la velocidad de fase:
{\displaystyle v_{\mathrm {p} }={\frac {\omega }{k}}.}
Otra corrección común en sistemas realistas es que la velocidad puede depender también de la amplitud de la onda, lo que nos lleva a una ecuación de onda no lineal:
{\displaystyle {\partial ^{2}u \over \partial t^{2}}=c(u)^{2}\Delta u}
También hay que considerar que una onda puede ser transmitida en un portador móvil (por ejemplo, la propagación del sonido en el flujo de un gas). En tal caso el escalar u contendrá un número Mach (el cual es positivo para la onda que se mueva a lo largo del flujo y negativo para la onda reflejada).
La ecuación de onda elástica en tres dimensiones describe la propagación de onda en un medio elástico homogéneo isótropo. La mayoría de los materiales sólidos son elásticos, por lo que esa ecuación describe fenómenos tales como ondas sísmicas en la Tierra y las ondas de ultrasonido usadas para determinar defectos en los materiales. Aunque sea lineal, esta ecuación tiene una forma más compleja que las ecuaciones dadas arriba, porque debe tomar en cuenta los movimientos longitudinales y transversales:
{\displaystyle \rho {\ddot {\mathbf {u} }}=\mathbf {f} +(\lambda +2\mu )\nabla (\nabla \cdot \mathbf {u} )-\mu \nabla \times (\nabla \times \mathbf {u} )}
Donde:
{\displaystyle \lambda } y {\displaystyle \mu } son los supuestos parámetros de Lamé que describen las propiedades elásticas del medio.
{\displaystyle \rho } es la densidad,
{\displaystyle \mathbf {f} } es la función de entrada (fuerza motriz),
y {\displaystyle \mathbf {u} } es el desplazamiento.
Note que en esta ecuación, la fuerza y el desplazamiento son cantidades vectoriales. Esta ecuación es conocida a veces como la ecuación de onda vectorial.
Hay variaciones de la ecuación de onda que también pueden ser encontradas en mecánica cuántica y relatividad general.

## Ecuación de onda escalar en un espacio de una sola dimensión

### Obtención de la ecuación de onda

#### De la ley de Hooke
La ecuación de onda en el caso de una sola dimensión puede ser obtenida de la Ley de Hooke de la siguiente manera: imagine una serie de pequeños pesos de masa {\displaystyle m}, interconectados por resortes de masa despreciable de longitud {\displaystyle h}. Los resortes tienen una rigidez de {\displaystyle k}:
Aquí {\displaystyle u(x)} mide la distancia en equilibrio de la masa situada en {\displaystyle x}. La segunda ley de Newton aplicada sobre la masa {\displaystyle m} en el lugar {\displaystyle x+h} establece que:
{\displaystyle F=m\cdot a(t)=m\cdot {{\partial ^{2} \over \partial t^{2}}u(x+h,t)}}
La fuerza aplicada en este caso está dada por la ley de Hooke:
{\displaystyle F_{\mathit {Hooke}}=F_{x+2h}+F_{x}=k\left[{u(x+2h,t)-u(x+h,t)}\right]+k[u(x,t)-u(x+h,t)]}
La ecuación de movimiento para la masa {\displaystyle m} en el lugar {\displaystyle x+h} resulta:
{\displaystyle m{\partial ^{2}u(x+h,t) \over \partial t^{2}}=k[u(x+2h,t)-u(x+h,t)-u(x+h,t)+u(x,t)]}
donde la dependencia con el tiempo de {\displaystyle u(x)} se hace explícita.
Si la serie de pesos consiste en {\displaystyle N} pesos espaciados uniformemente a lo largo de {\displaystyle L=N\cdot h} de la masa total {\displaystyle M=N\cdot m}, y la rigidez total de la serie {\displaystyle K={\dfrac {k}{N}}} podemos escribir la ecuación anterior como:
{\displaystyle {\partial ^{2}u(x+h,t) \over \partial t^{2}}={KL^{2}[ \over M}{u(x+2h,t)-2u(x+h,t)+u(x,t)] \over h^{2}}}
Tomando el límite {\displaystyle N\rightarrow \infty ,h\rightarrow 0} (y suponiendo que es suave) se consigue:
{\displaystyle {\partial ^{2}u(x,t) \over \partial t^{2}}={KL^{2} \over M}{\partial ^{2}u(x,t) \over \partial x^{2}}}
{\displaystyle {\dfrac {KL^{2}}{M}}} es el cuadrado de la velocidad de propagación en este caso particular.

### Solución del problema de valor inicial
La solución general de la ecuación de onda escalar unidimensional
{\displaystyle {\partial ^{2}u \over \partial t^{2}}=c^{2}{\partial ^{2}u \over \partial x^{2}}}
fue obtenida por d'Alembert. La ecuación de onda puede ser escrita de una forma factorizada:
{\displaystyle \left[{\frac {\partial }{\partial t}}-c{\frac {\partial }{\partial x}}\right]\left[{\frac {\partial }{\partial t}}+c{\frac {\partial }{\partial x}}\right]u=0.\,}
Por consiguiente, si F y G son funciones arbitrarias, cualquier suma de la forma
{\displaystyle u(x,t)=F(x-ct)+G(x+ct)\,}
satisfará la ecuación de onda. Los dos términos son ondas viajeras: cualquier punto de la forma de onda dada por un argumento específico ya sea F o G se moverá con velocidad c ya sea hacia el frente o hacia atrás: hacia el frente para F y hacia atrás para G, estas funciones pueden ser determinadas para satisfacer condiciones iniciales arbitrarias:
{\displaystyle u(x,0)=f(x)\,}
{\displaystyle u_{t}(x,0)=g(x)\,}
El resultado es la fórmula de d'Alembert:
{\displaystyle u(x,t)={\frac {f(x-ct)+f(x+ct)}{2}}+{\frac {1}{2c}}\int _{x-ct}^{x+ct}g(s)ds}
En el sentido clásico, si {\displaystyle \scriptstyle f(x)\in C^{k}} y {\displaystyle \scriptstyle g(x)\in C^{k-1}} entonces {\displaystyle \scriptstyle u(t,x)\in C^{k}}. Sin embargo, las formas de onda F y G también pueden ser generalizadas, tales como la función delta. En ese caso, la solución puede ser interpretada como un impulso que viaja hacia la derecha o hacia la izquierda.
La ecuación de onda básica es una ecuación diferencial lineal la cual establece que la amplitud de las dos ondas que interactúan es simplemente la suma de las ondas. Esto también significa que el comportamiento de una onda se puede analizar al dividir la onda en sus componentes. La transformada de Fourier divide una onda sinusoidal en su componentes y es útil para el análisis de la ecuación de onda.

## La ecuación de onda escalar en un espacio de tres dimensiones
La solución del problema de valor inicial para la ecuación de onda en el espacio de tres dimensiones puede ser obtenida de la solución para una onda esférica. Este resultado puede utilizarse para obtener la solución en el espacio de dos dimensiones.

### Ondas esféricas
La ecuación de onda no se modifica al rotar las coordenadas espaciales, y por lo tanto uno puede esperar encontrar soluciones que dependan solo de la distancia radial a un punto dado. Estas soluciones deberán cumplir
{\displaystyle u_{tt}-c^{2}\left(u_{rr}+{\frac {2}{r}}u_{r}\right)=0.\,}
Esta ecuación puede ser reescrita como
{\displaystyle (ru)_{tt}-c^{2}(ru)_{rr}=0;\,}
la cantidad ru cumple con la ecuación del onda de una sola dimensión. Por lo tanto, hay soluciones en la forma
{\displaystyle u(t,r)={\frac {1}{r}}F(r-ct)+{\frac {1}{r}}G(r+ct),\,}
donde F y G son funciones arbitrarias. Cada término puede ser interpretado como una onda esférica que se expande o contrae a una velocidad c. Tales ondas son generadas por una fuente puntual y hacen posible señales agudas cuya forma solo se altera por una disminución en la amplitud cuando r aumenta (véase la ilustración de una onda esférica en la parte superior derecha). Tales ondas solo existen en casos de espacios con dimensiones impares. Afortunadamente, vivimos en un mundo que tiene un espacio de tres dimensiones, de forma que podemos comunicarnos claramente con ondas acústicas y electromagnéticas.

### Solución de un problema de valor inicial general
La ecuación de onda es lineal en u y se mantiene inalterada en las traslaciones en el espacio y el tiempo. Por lo tanto, podemos generar una gran variedad de soluciones al trasladar y asumir ondas esféricas. Hagamos que φ(ξ,η,ζ) sea una función arbitraria de tres variables independientes, y hagamos que la forma de onda esférica F sea una función delta: es decir, dejemos que F sea un pequeño límite de función continua cuya integral sea la unidad, pero cuyo apoyo (la región donde la función es distinta de cero) se reduce al origen. Hagamos que una familia de ondas esféricas tengan su centro en (ξ,η,ζ) y hagamos que r sea la distancia radial a partir de ese punto. Así
{\displaystyle r^{2}=(x-\xi )^{2}+(y-\eta )^{2}+(z-\zeta )^{2}.\,}
Si u es una superposición de tales ondas con función de ponderación φ, entonces
{\displaystyle u(t,x,y,z)={\frac {1}{4\pi c}}\iiint \varphi (\xi ,\eta ,\zeta ){\frac {\delta (r-ct)}{r}}d\xi \,d\eta \,d\zeta ;\,}
el denominador 4πc es colocado por conveniencia.
De la definición de la función delta, u también se puede escribir como
{\displaystyle u(t,x,y,z)={\frac {t}{4\pi }}\iint _{S}\varphi (x+ct\alpha ,y+ct\beta ,z+ct\gamma )d\omega ,\,}
donde α, β, y γ son coordenadas en la unidad esférica S y ω es el elemento en S. Este resultado tiene la interpretación de que u(t,x) es t veces el valor medio de φ en una esfera de radio ct centrada en x:
{\displaystyle u(t,x,y,z)=tM_{ct}[\phi ].\,}
De ello se deduce que
{\displaystyle u(0,x,y,z)=0,\quad u_{t}(0,x,y,z)=\phi (x,y,z).\,}
El valor medio es aun una función de t, y por lo tanto si
{\displaystyle v(t,x,y,z)={\frac {\partial }{\partial t}}\left(tM_{ct}[\psi ]\right),\,}
entonces
{\displaystyle v(0,x,y,z)=\psi (x,y,z),\quad v_{t}(0,x,y,z)=0.\,}
Estas fórmulas proporcionan la solución para el problema de valor inicial de la ecuación de onda. Estas muestran que la solución en un punto dado P, dando (t, x, y, z) sólo depende de la información en el esfera de radio ct que es intersecada por el cono de luz dibujado desde P. La solución no depende de la información en el interior de esta esfera. Así pues, el interior de la esfera es una laguna para la solución. Este fenómeno es llamado principio de Huygens. Esto es cierto para números impares de dimensiones de espacio, donde para una dimensión la integración es realizada a través de la frontera de un intervalo de w.r.t. la medida de Dirac. Esto no se satisface en cualquier otro número de dimensiones de espacio. El fenómeno de las lagunas se ha investigado ampliamente en Atiyah, Bott y Gårding (1970, 1973).

## Ecuación de onda escalar en un espacio de dos dimensiones
En un espacio de dos dimensiones, la ecuación de onda es
{\displaystyle u_{tt}=c^{2}\left(u_{xx}+u_{yy}\right).\,}
Podemos utilizar la teoría tridimensional para resolver este problema si consideramos a u como una función de tres dimensiones que es independiente de la tercera dimensión. Si
{\displaystyle u(0,x,y)=0,\quad u_{t}(0,x,y)=\phi (x,y),}
entonces la fórmula de la solución en tres dimensiones se convierte en
{\displaystyle u(t,x,y)=tM_{ct}[\phi ]={\frac {t}{4\pi }}\iint _{S}\phi (x+ct\alpha ,\,y+ct\beta )d\omega \,}
donde α y β son las dos primeras coordenadas en la unidad esférica, y dω es el elemento de área en la esfera. Esta integral puede ser reescrita como una integral sobre el disco D con centro en (x,y) y radio ct:
{\displaystyle u(t,x,y)={\frac {1}{2\pi c}}\iint _{D}{\frac {\phi (x+\xi ,y+\eta )}{\sqrt {(ct)^{2}-\xi ^{2}-\eta ^{2}}}}d\xi \,d\eta .\,}
Es evidente que la solución en (t,x,y) dependa no solo de la información en el cono de luz donde
{\displaystyle (x-\xi )^{2}+(y-\eta )^{2}=c^{2}t^{2},\,}
sino también de la información que está en el interior de ese cono.

## Problemas con fronteras

### En el espacio de una sola dimensión
Una cadena flexible que se estira entre dos puntos x=0 y x=L satisface la ecuación de onda, para t>0 y 0 < x < L. En los puntos fronterizos, u puede satisfacer una variedad de condiciones de frontera. Una forma general que es apropiada para aplicaciones es
{\displaystyle -u_{x}(t,0)+au(t,0)=0,\,}
{\displaystyle u_{x}(t,L)+bu(t,L)=0,\,}
donde a y b no son negativos. El caso en donde se requiere que u desaparezca en un punto final es en el límite de esta condición cuando los respectivos a o b se aproximan al infinito. El método de separación de variables consiste en la búsqueda de soluciones para este problema en la forma espacial
{\displaystyle u(t,x)=T(t)v(x).\,}
Una consecuencia es que
{\displaystyle {\frac {T''}{c^{2}T}}={\frac {v''}{v}}=-\lambda .\,}
El valor propio λ debe ser determinado de manera que exista una solución no trivial del problema del valor de frontera
{\displaystyle v''+\lambda v=0,\,}
{\displaystyle -v'(0)+av(0)=0,\quad v'(L)+bv(L)=0.\,}
Este es un caso especial del problema general de la teoría de Sturm-Liouville. Si a y b son positivos, los valores propios son todos positivos y las soluciones serán las funciones trigonométricas. Una solución que satisface la condición inicial integrable al cuadrado para u y ut puede ser obtenida a partir de la expansión de estas funciones en las serie trigonométricas apropiadas.

### En un espacio de varias dimensiones

Una solución de la ecuación de onda en dos dimensiones con una condición de frontera de cero desplazamiento a lo largo de todo el borde exterior.

La teoría del valor de frontera inicial unidimensional puede ampliarse a un número arbitrario de dimensiones espaciales. Considere un dominio D en un espacio x de m dimensiones, con frontera B. Entonces la ecuación de onda será satisfecha si x está en D y {\displaystyle t>0}. En la frontera B, la solución u deberá satisfacer
{\displaystyle {\frac {\partial u}{\partial n}}+au=0,\,}
donde n es la normal unitaria a B que apunta hacia afuera y a es una función no negativa definida sobre B. El caso en donde u desaparece en B es un caso límite cuando a se acerca al infinito. Las condiciones iniciales son
{\displaystyle u(0,x)=f(x),\quad u_{t}=g(x),\,}
donde f y g son definidos en D. Este problema puede ser solucionado mediante la expansión de f y g en las funciones propias del laplaciano en D, que cumplan las condiciones de frontera. Así, la función propia v satisface
{\displaystyle \nabla \cdot \nabla v+\lambda v=0,\,}
en D, y
{\displaystyle {\frac {\partial v}{\partial n}}+av=0,\,}
en B.
En el caso de un espacio de dos dimensiones, las funciones propias pueden interpretarse como los modos de vibración de una membrana extendida sobre la frontera B. Si B es un círculo, entonces estas autofunciones tienen una componente angular que es una función trigonométrica del ángulo polar θ, multiplicado por una función de Bessel (de orden entero) del componente radial. Mayores detalles se encuentran en la ecuación de Helmholtz.
Si la frontera es una esfera en un espacio de tres dimensiones, las componentes angulares de las funciones propias son armónicos esféricos, y los componentes radiales son funciones de Bessel de orden semientero.

## La ecuación de onda no homogénea en una dimensión
La ecuación de onda no homogénea en una dimensión es la siguiente:
{\displaystyle c^{2}u_{xx}(x,t)-u_{tt}(x,t)=s(x,t)}
con condiciones iniciales dadas por
{\displaystyle u(x,0)=f(x)}
{\displaystyle u_{t}(x,0)=g(x).}
La función {\displaystyle s(x,t)} es llamada también la función fuente debido a que en la práctica describe los efectos de las fuentes de onda en el medio que las porta. Ejemplos físicos de funciones fuente incluyen la fuerza motriz de una onda sobre una cuerda, o la densidad de carga o corriente en la condición de Lorenz de electromagnetismo.
Un método para resolver el problema de valor inicial (con los valores iniciales que se plantearon arriba) es aprovecharse de las propiedades de la ecuación de onda cuyas soluciones la obedecen causalmente. Es decir, para cualquier punto {\displaystyle (x_{i},t_{i})}, el valor de {\displaystyle \scriptstyle u(x_{i},t_{i})} sólo depende de los valores de {\displaystyle \scriptstyle f(x_{i}+ct_{i})} y {\displaystyle \scriptstyle f(x_{i}-ct_{i})} y los valores de la función {\displaystyle \scriptstyle g(x)} entre {\displaystyle \scriptstyle (x_{i}-ct_{i})} y {\displaystyle \scriptstyle (x_{i}+ct_{i})}. Esto puede observarse en la fórmula de d'Alembert, como se ha señalado anteriormente, donde estas cantidades son las únicas que aparecen en ella. Físicamente, si la máxima velocidad de propagación es {\displaystyle \scriptstyle c}, entonces ninguna parte de la onda que no pueda propagarse a un determinado punto en un momento dado puede afectar a la amplitud en el mismo punto y tiempo.
En términos de encontrar una solución, estas propiedades causales dan a entender que para cualquier punto dado en la línea que se está considerando, la única área que necesita ser considerada es el área que abarque a todos los puntos que podrían afectar causalmente el punto que se está considerando. Designando el área que afecta causalmente al punto {\displaystyle \scriptstyle (x_{i},t_{i})} como {\displaystyle \scriptstyle R_{C}}. Supongamos que integramos la ecuación de onda no homogénea sobre esta región.
{\displaystyle \iint \limits _{R_{C}}\left(c^{2}u_{xx}(x,t)-u_{tt}(x,t)\right)dxdt=\iint \limits _{R_{C}}s(x,t)dxdt.}
Para simplificar esto en gran medida, podemos usar el teorema de Green en el lado izquierdo y así obtener lo siguiente:
{\displaystyle \int _{L_{0}+L_{1}+L_{2}}\left(-c^{2}u_{x}(x,t)dt-u_{t}(x,t)dx\right)=\iint \limits _{R_{C}}s(x,t)dxdt.}
La parte izquierda es ahora la suma de tres integrales de línea a lo largo de las fronteras de la región de causalidad. Estas resultan ser bastante fáciles de calcular
{\displaystyle \int _{x_{i}-ct_{i}}^{x_{i}+ct_{i}}-u_{t}(x,0)dx=-\int _{x_{i}-ct_{i}}^{x_{i}+ct_{i}}g(x)dx.}
En lo anterior, el término a ser integrado con respecto al tiempo desaparece debido a que el intervalo involucrado es cero, así {\displaystyle dt=0}.
Para los otros dos lados de la región, cabe señalar que {\displaystyle \scriptstyle x\pm ct} es una constante, renombrada {\displaystyle \scriptstyle x_{i}\pm ct_{i}}, donde el signo se escoge adecuadamente. De este modo, podemos obtener la relación {\displaystyle \scriptstyle dx\pm cdt=0}, escogiendo de nuevo el signo derecho:
{\displaystyle \int _{L_{1}}\left(-c^{2}u_{x}(x,t)dt-u_{t}(x,t)dx\right)\,}
{\displaystyle =\int _{L_{1}}\left(cu_{x}(x,t)dx+cu_{t}(x,t)dt\right)\,}
{\displaystyle =c\int _{L_{1}}du(x,t)=cu(x_{i},t_{i})-cf(x_{i}+ct_{i}).\,}
Y de forma similar para el último segmento de frontera:
{\displaystyle \int _{L_{2}}\left(-c^{2}u_{x}(x,t)dt-u_{t}(x,t)dx\right)}
{\displaystyle =-\int _{L_{2}}\left(cu_{x}(x,t)dx+cu_{t}(x,t)dt\right)}
{\displaystyle =-c\int _{L_{2}}du(x,t)=-\left(cf(x_{i}-ct_{i})-cu(x_{i},t_{i})\right)}
{\displaystyle =cu(x_{i},t_{i})-cf(x_{i}-ct_{i}).\,}
Sumando los tres resultados juntos y poniéndolos de vuelta en la integral original:
{\displaystyle -\int _{x_{i}-ct_{i}}^{x_{i}+ct_{i}}g(x)dx+cu(x_{i},t_{i})-cf(x_{i}+ct_{i})+cu(x_{i},t_{i})-cf(x_{i}-ct_{i})=\iint \limits _{R_{C}}s(x,t)dxdt}
{\displaystyle 2cu(x_{i},t_{i})-\int _{x_{i}-ct_{i}}^{x_{i}+ct_{i}}g(x)dx-cf(x_{i}+ct_{i})-cf(x_{i}-ct_{i})=\iint \limits _{R_{C}}s(x,t)dxdt}
{\displaystyle 2cu(x_{i},t_{i})=\int _{x_{i}-ct_{i}}^{x_{i}+ct_{i}}g(x)dx+cf(x_{i}+ct_{i})+cf(x_{i}-ct_{i})+\iint \limits _{R_{C}}s(x,t)dxdt}
{\displaystyle u(x_{i},t_{i})={\frac {f(x_{i}+ct_{i})+f(x_{i}-ct_{i})}{2}}+{\frac {1}{2c}}\int _{x_{i}-ct_{i}}^{x_{i}+ct_{i}}g(x)dx+{\frac {1}{2c}}\int _{0}^{t_{i}}\int _{x_{i}-c\left(t_{i}-t\right)}^{x_{i}+c\left(t_{i}-t\right)}s(x,t)dxdt.\,}
En la última ecuación de la secuencia, las fronteras de la integral sobre la función fuente se han hecho explícitas. En cuanto a esta solución, que es válida para todas las opciones {\displaystyle (x_{i},t_{i})} compatibles con la ecuación de onda, es evidente que los dos primeros términos son simplemente la fórmula de Alembert, como se señaló anteriormente en la solución de la ecuación de onda homogénea en una dimensión. La diferencia está en el tercer término, la integral sobre la fuente.

## Otros sistemas de coordenadas
En tres dimensiones, la ecuación de onda, cuando es escrita en coordenadas cilíndricas elípticas, puede ser resuelta por separación de variables, lo que conlleva a la ecuación diferencial de Mathieu.